# رياض نعسان آغا
الدكتور رياض نعسان آغا وزير الثقافة السابق في سورية. ولد في إدلب سنة 1947، لأب مقرئ هو الشيخ حكمت نعسان آغا، وأما الجد خالد نعسان آغا فكان يعمل مقرئ في محافظة إدلب. درس المرحلتين الابتدائية والإعدادية في إدلب (الابتدائية في مدرسة الفتح الأهلية، والثانوية في المتنبي) ثم انتقل إلى دار المعلمين بحلب، ثم إلى دمشق حيث تخرج في قسم الأدب العربي بكلية الآداب.ثم تابع دراسة الفلسفة الإسلامية وقدم أطروحة الماجستير بعنوان (المساهمة العربية في عصر النهضة الأوربية) ثم قدم أطروحته للدكتوراة في جامعة باكو بعنوان (الإعلام والعولمة) وقد صدرت في كتاب عن دار الفكر في بيروت عام 2001 بعنوان (بين السياسة والإعلام). كتب الشعر وهو صغير السن، وأصدر في إدلب، وهو دون العشرين من العمر مجلة (أشبالنا)، ثم أصدر مجلة أخرى هي (النصر جيل النصر). وكان له حضور قوي بما يمتلك من ذاكرة قوية وثقافة تتزايد باطّراد. في سنة 1972 كتب مسرحية تراجيديا أوليس التي أخرجها مروان فنري وفازت بجائزة أفضل نص وأفضل عرض في مهرجان المسرح التجريبي.

## الوظائف والمهام
- عمل رياض نعسان آغا مدرساً للغة للأدب العربي في ثانويات إدلب، ثم انتقل للعمل في التلفزيون السوري مديراً للبرامج وللإنتاج الدارمي.
- رشح نفسه مستقلاً لعضوية مجلس الشعب وفاز في انتخابات الدور التشريعي الخامس 1990.
- عمل مديراً لمكتب الشؤون السياسية في رئاسة الجمهورية، ومستشاراً سياسياً للرئيس الراحل حافظ الأسد حتى عام 2000.
- عين سفيراً لسورية في سلطنة عمان ثم سفيراً في دولة الإمارات. ونال وسام النعمان من سلطان عمان، ووسام الاستحقاق من رئيس دولة الإمارات.
- شغل منصب وزير الثقافة في الحكومة السورية منذ 2006[2] وحتى 2010.[3]
- قدم العديد من المحاضرات في الجامعات العربية.
- نال دكتوراة شرف من جامعة روما.
- أشرف على رسالتي دكتوراة في الأكاديمية العسكرية السورية.
- أصدر العديد من الكتب في السياسة والفنون والآداب والفلسفة.

## من أبرز مؤلفاته
- كتاب (بين السياسة والإعلام).صدر في لبنان
- كتاب (بين السياسة والثقافة).صدر في سورية
- كتاب (بين السياسة والفنون).صدر في مصر وسورية
- كتاب (بين السياسة والأدب).صدر في السعودية وسورية
- كتاب (من طيوب الذاكرة).صدر في مصر
- كتاب (العرب وتحديات القرن العشرين). صدر في سورية
- كتاب (القمة وقضايا الأمة).صدر في سورية ومصر
- كتاب (من أريج الشام) صدر في سورية
- كتاب (سارح في الزمان).صدر في سورية
- كتاب (سارح في المكان).صدر في مصر
- كتاب (وجهة نظر).صدر في سورية
- كتاب (رؤى حضارية) صدر في مصر
- كتاب (مسقط أصالة ومعاصرة).صدر في مسقط

## برامجه التلفزيونية
- سلسلة «شعراء العربية» إنتاج فارس العطار. إخراج بسام الملا (13 حلقة).
- سلسلة «الشعر والشعراء» إنتاج خلدون المالح. إخراج بسام الملا. بطولة: منى واصف ـ أسعد فضة ـ سليم كلاس ـ عدنان بركات ـ وعدد كبير من الممثلين (16 حلقة).
- سلسلة «ديوان الحماسة» إنتاج التلفزيون السوري إخراج فواز كيلارجي. بطولة: ياسر العظمة (13 حلقة)
- سلسلة «ملاعب القوافي» إنتاج خلدون المالح. إخراج بسام الملا. بطولة: مني واصف ـ عبد الرحمن آل رشي ـ يوسف حنا ـ سليم كلاس ـ فاديا خطاب وآخرين (15 حلقة).
- سلسلة «أعلام من الأدب المعاصر» إنتاج: التلفزيون السوري إخراج: علاء نعمة. (15حلقة).
- سلسلة «سيرة الفتوحات» إنتاج خلدون المالح. إخراج بسام الملا وهيثم الزرزوري. (ثلاثون ساعة).
- سلسلة «أعلام من التاريخ» إنتاج التلفزيون السوري. إخراج خليل سطاس (15 حلقة).
- سلسلة «دوحة المعرفة» بالاشتراك مع الدكتور رضوان الداية، من إنتاج مؤسسة العين، أبوظبي وإخراج فردوس الأتاسي، بطولة: سلمى المصري ـ نادين ـ عباس النوري وآخرين (15 ساعة).
- سلسلة «وجهة نظر» إنتاج مؤسسة الخليج للأعمال الفنية ـ دبي. إخراج علاء نعمة (20 حلقة).
- سلسلة منوعات «عناوين» إنتاج مؤسسة الخدمات الإعلامية «ليبيا» إخراج مشهور الحديد وهيثم الزرزوري. (16 ساعة).
- سلسلة منوعات «حروف مضيئة» (إنتاج مشترك ـ رياض نعسان آغا ومحمود الشيبات) إخراج: هيثم الزرزوري (30 حلقة).
- سلسلة منوعات «تنويعات على نغم واحد» (إنتاج مشترك: رياض نعسان آغا ومؤسسة السواني) إخراج هيثم الزرزوري (22 ساعة).
- سلسلة منوعات «ليالي عربية» إنتاج مؤسسة الخليج للأعمال الفنية، دبي. إخراج هيثم الزروري (40 ساعة).
- سلسلة «دعوة إلى الحوار» إنتاج التلفزيون السوري إخراج جبران شدايده.
- سلسلة «بقعة ضوء» إنتاج مؤسسة الخليج للأعمال الفنية، دبي. إخراج هيثم الزرزوري (35 ساعة).
- سلسلة «قضايا وشهود» إنتاج مؤسسة الخليج للأعمال الفنية، دبي.إخراج هيثم الزرزوري (28 ساعة).
- سلسلة درامية «أمهات الكتب» إنتاج أوسكار، حسن عبد الله. القاهرة. إخراج: محمد الشريف. بطولة عدد كبير من نجوم التمثيل في مصر (30 ساعة). تلتها سلسلة ثانية بعنوان «المكتبة العربية المرئية».
- سلسلة درامية «سجايا عربية» إنتاج فيديو سين ـ رياض العريان ـ القاهرة. إخراج: محمود البكري، بطولة: عدد كبير من نجوم التمثيل في مصر (17 ساعة).
- سلسلة "شهود العصر" إنتاج: الماسة ـ أبو ظبي ـ القاهرة" إخراج هيثم الزرزوري (16 ساعة).
- سلسلة «رؤى حضارية» إنتاج رياض نعسان آغا. إخراج هيثم الزرزوري (20 ساعة).
- سلسلة منوعات «أبجد هوز» إنتاج مشترك رياض نعسان آغا ويوسف رزق. إخراج هيثم الزرزوري (30 ساعة).
- سلسلة منوعات «تجارب في الميزان» إنتاج مشترك رياض نعسان آغا ومؤسسة السواني... إخراج هيثم الزرزوري (30 ساعة).
- سلسلة منوعات «سمار الليالي» إنتاج مؤسسة الخليج للأعمال الفنية دبي. إخراج هيثم الزرزوري (45 ساعة).
- سلسلة «التنمية، قضايا وآفاق» إنتاج ليبي سوري مشترك. إخراج هيثم الزرزوري (20 ساعة).
- سلسلة «المنتدى الثقافي» إنتاج ليبي ـ إخراج هيثم الزرزوري (30 حلقة).
- وأهم برامجه سلسلة منوعات ثقافية بعنوان «مائة عام من الإبداع» إنتاج مؤسسة الخليج للأعمال الفنية دبي ـ إخراج هيثم الزرزوري (130 ساعة تلفزيونية).
- سلسلة «حوار مع الفنون» إنتاج مركز دبي للإنتاج الفني ـ إخراج هيثم الزرزوري (50 ساعة تلفزيونية).

## أعماله الإذاعية
- مسلسل «الأبرياء» بطولة: مني واصف ـ سليم كلاس وعدد كبير من الفنانين إخراج نذير عقيل (ثلاثون حلقة).
- مسلسل «احتمالات» بطولة جماعية. وإخراج جماعي. (132 حلقة) تم بثه في عدد من الإذاعات العربية.
- جزء ثان من «احتمالات» (90 حلقة) لصالح إذاعة سلطنة عمان.
- مسلسل «من طرائف الأدب» إذاعة سلطنة عمان.
- سلسلة «الأدب المقاتل». الإذاعة السورية. (50 حلقة).
- سلسلة «في دائرة الضوء» الإذاعة السورية (50 حلقة).
- سباعية «حكايات من تشرين» إخراج محمد عنقا. الإذاعة السورية.
- تمثيلية عن مسرحية للمؤلف «تراجيديا أوليس».
- سباعية «زهير بن أبي سلمى» إخراج نذير عقيل.
- سباعية «المرقش الأكبر» إخراج نذير عقيل.
- سلسلة درامية: المحاسن والمساوئ. الإذاعة السورية، إخراج نذير عقيل. (30 حلقة)

## مؤلفاته الدرامية
- كان عملي الدرامي الأول الذي تعلمت فيه فن الكتابة للتلفزيون هو مسلسل (أحلام منتصف الليل- ثلاث عشرة حلقة- 1977) الذي تدور أحداثه حول أسرة عامل يقع في عجز عن العمل وتجد بناته أنفسهن مسئولات عن نفقات العيش، وهو مسلسل يعرض ما تعانيه المرأة من صعوبات في اقتحام العمل، وبخاصة الجميلات منهن، حيث يقع الاستغلال لهن، ولكن التسلح بالعلم والمعرفة يفتح آفاقاً واسعة للمرأة، ويجعلها أوقى في مواجهة عالم الذكور، وذئاب المجتمع. أخرجه الصديق المخرج فردوس أتاسي، وهو ثاني عمل له بعد "البيادر، ولعب بطولته هاني الروماني وملك سكر ومها المصري وعباس النوري وسلوم حداد وسمر سامي.. وكثيرون من الشباب الذين كان هذا العمل بداية عملهم في دراما التلفزيون.

ولكونه بداية عملي الدرامي فقد وقعت فيه في خطأ فهم ما يقبل المجتمع وما يرفض، فقد عرضت للفساد الاجتماعي بطريقة صريحة غير مواربة، وكان الصديق رياض عصمت هو من قرأ النص وقبله بصفته مراقب نصوص في مديرية الإنتاج في التلفزيون آنذاك، وكان فردوس حديث عهد كذلك عائداً من تشيكوسلوفاكيا لتوه، وقد فاتنا نحن الثلاثة أن نتأمل بعمق نواميس المجتمع السوري، ولا سيما البيئات المحافظة، وقد تعرض عملنا بسبب ذلك لانتقادات من قبل بعض أعضاء مجلس الشعب، وأعترف بأن هذه التجربة علمتني كيف أتأمل وجدان المجتمع العام حين أكتب.
- الشك:

لن يصنف مسلسلي الشك بين الأعمال السورية، لأنه مسلسل مصري لكن نصه سوري، وليس بوسعي أن أتجاهله حين أتحدث عن إنتاجي الدرامي، وكنت كتبته ليكون مسلسلاً سورياً من إنتاج خاص، وهذا ما كان مضمون العقد بيني وبين المنتج الصديق رياض العريان، لكن رياض لم يجد طاقماً فنياً كافياً آنذاك في سورية للعمل في المسلسل فاختار أن يجعله مسلسلاً مصرياً، لكنه بقي نصاً سورياً لم يحدث فيه أي تعديل سوى لهجة الحوار، وقد لعب بطولته كمال الشناوي وعبد الله غيث وعفاف شعيب وسميحة أيوب وكثير من نجوم الدراما المصرية، وقد أخرجه المصري محمود مراد وكان عمله الأول، وتم تصويره في أثينا.
- الطبيبة:

في عام 1981 كلفت بإدارة مديرة الإنتاج الدرامي بالإضافة إلى عملي مديراً لبرامج التلفزيون، وكان الصديق رياض عصمت رئيس دائرة التمثيليات ومعاوناً لمدير الإنتاج، وقد وجدت عدداً كبيراً من النصوص المرفوضة لدى المديرية، وكنا نواجه مشكلة ضعف النصوص الدرامية، وعدم إقبال الأدباء على الكتابة لفن المسلسل، فوجهنا دعوات كثيرة لكتابنا، واستجاب عدد من الأدباء مثل الروائي عبد النبي حجازي وقدم «طقوس الحب والكراهية»، واتجهنا في مديرية الإنتاج إلى فكرة إعادة النظر بالنصوص المرفوضة وإعادة كتابتها، فوزعنا عدداً منها على الكتاب المحترفين، ويومها شارك في الورشة عبد العزيز هلال ورياض عصمت وأنا، وكان من نصيبي مسلسل من تأليف الدكتور زهير براق بعنوان «الطبيبة»، وقد أعدت كتابته بموافقة المؤلف، وكتبت له سيناريو جديداً، وأخرجه فردوس أتاسي، ولعبت بطولته جيانا عيد وأسعد فضة، وعباس النوري وعدد كبير من نجوم الدراما السورية، وقد عرض عام 1983.
- امرأة لا تعرف اليأس 1987:

أخرجه فردوس أتاسي ولعب بطولته أسعد فضة ومها الصالح وصباح الجزائري.
- السوار:

أخرجه فردوس أتاسي ولعب بطولته أسعد فضة ومنى واصف وأمل عرفة وبسام كوسا، وقد عرض في عدد كبير من القنوات العربية لكنه رفض في سورية لأنه يتحدث عن الفساد. وهو مسلسل سوري من إنتاج أردني.
- الكنة:

خماسية كتبتها عن نص مترجم من البلغارية ترجمه الأديب حسين راجي، وقد كتبتها باللهجة المصرية ولعب بطولتها عبد الله غيث وآثار الحكيم. وأخرجها حمدي الأبراشي وأنتجتها شركة أوسكار فيلم المصرية.
- أزواج:

من إنتاج التلفزيون السوري، أخرجه هيثم زرزوري، لعب بطولته عدد كبير من نجوم الدراما السورية.
وكنت كتبت عدة تمثيليات في الثمانينيات والتسعينيات من القرن العشرين، أذكر منها «الانتظار» إخراج فردوس أتاسي. و«النزاع» عن قصة للأديب عبد النبي حجازي وإخراج فردوس أتاسي، وقد كتبت لها السيناريو ولعب بطولتها صباح الجزائري وسلوم حداد وآخرون. وتمثيلية «براءة» عن فكرة لرصين عصمت، أخرجها فردوس أتاسي، ولعبت بطولتها ليلى جبر وأيمن زيدان.
- ديوان العرب:

كنت أبحث عن موازنة بين فن الأدب وفن التلفزيون، ربما خوفاً من أن يسرقني التلفزيون من عالم الكتابة الأدبية، وأن أخسر ثقافتي في الأدب العربي إذا طال انقطاعي عنها، فعزمت على أن أكتب أدب التلفزيون، وكانت فكرة كتابة ديوان العرب التي بدأت فيها بكتابة نص بعنوان طرفة بن العبد، وآخر بعنوان (النابغة الذبياني) وثالث بعنوان (زهير بن أبي سلمى) وقد أخرج هذه السلسلة في مطلع الثمانينيات الفنان غسان جبري، وقد توقف تصوير سلسلة زهير بعد أن باشر غسان بها في الرقة، ولعبت البطولة فيها منى واصف، ولم يتح لنا أن نتابع التصوير، لكن سلسلة «طرفة» وسلسة «النابغة» حققتا نجاحاً كبيراً، وقد اخترت لدور طرفة طالباً في المعهد العالي للفنون المسرحية رشحه لي الصديق رياض عصمت واستأذنت وزيرة الثقافة للسماح له بالتمثيل هو الفنان جمال سليمان. وفي السلسلة الثانية لعب دور النابغة الذبياني الفنان عدنان بركات.
ولكوني مديراً للإنتاج والبرامج في التلفزيون، بت أجد حرجاً في أن ينتج التلفزيون السوري أعمالي، فتوجهت للكتابة للقطاع الخاص، ولقيت استقبالاً رحباًً من المنتجين المصريين، فكتبت عدداً من المسلسلات التي حولتها إلى اللهجة المصرية ومنها:
- الحل الأمثل:

كتبته مصرياً وقد تم تصويره في القاهرة، من إنتاج أحمد العريان.
- غرباء في المدينة:

مسلسل في ثلاث عشرة حلقة، من تأليفي وإخراج حمدي الأبراشي، أنتج في مصر من قبل أوسكار، وتم عرضه الأول في التلفزيون المصري.
توقفت عن الكتابة للتلفزيون بدءاً من منتصف التسعينيات لانصرافي إلى إنتاج البرامج الثقافية التلفزيونية التي تجاوز عدد ساعاتها ألفي ساعة، ثم توقفت نهائياً بسبب انصرافي للعمل السياسي والحكومي، ولكنني في مرحلة كوني سفيراً عدت للكتابة وكتبت مسلسلين لم يصورا إلى حين كتابة هذه السيرة، لكنهما قيد التصوير الآن، وهما:
- مسلسل وجوه في الظلام في نحو خمس وأربعين حلقة.
- مسلسل اليوم الأخير في نحو خمسين حلقة.

- ثمة نوع من الكتابة الدرامية انصرفت إليه لتلوين برامجي الثقافية، هو مشاهد تدعم البرنامج ببعد درامي وهي أدبية وتاريخية، وهي كثيرة جداً في برامجي مثل (شعراء العربية، والشعر والشعراء، ورجال من التاريخ، ومكارم الأخلاق وسواها كثير).

## وصلات خارجية
- رياض نعسان آغا على موقع أرشيف الشارخ.
- موقع رياض نعسان اغا